# هوانغ مينغ
هوانغ مينغ (بالصينية: 黃明) هو سياسي صيني، ولد في 1 أكتوبر 1957 في الصين. حزبياً، نشط في الحزب الشيوعي الصيني.